# Pandariya
Pandariya es un municipio (nagar panchayat) de la India situado en el distrito de Kabirdham, en el estado de Chhattisgarh. Según el censo de 2011, tiene una población de 16 165 habitantes.